# 阿不思·鄧不利多
阿不思·博知維·巫服利·布萊恩·鄧不利多是英國作家J·K·羅琳小說《哈利·波特》系列中的一個虛構人物，在該系列的大部分情況下，他的身分都是英國魔法學校霍格華茲的校長。他還是秘密魔法組織鳳凰會的創始人和會長，這一組織成立宗旨即是致力於同該系列的主要對手黑魔王佛地魔作戰。
在小說改編的電影《哈利波特：神秘的魔法石》及《哈利波特：消失的密室》中，鄧不利多的角色原本由李察·哈里斯飾演，然而由於哈里斯意外去世，米高·甘邦在剩下的六輯電影中飾演該角色。在前傳電影《怪獸與葛林戴華德之罪》及《怪獸與鄧不利多的秘密》中，祖迪·羅飾演中年時期的鄧不利多。
羅琳由於鄧不利多對音樂的熱愛，而她選擇了「鄧不利多」這個名字因為這是大黃蜂（英語：Bumblebee）的一個方言詞，她幻想著他四處走動並「經常自言自語地哼唱」。有些不喜歡鄧不利多的人會批評他是「糟老頭、瘋子」，例如英國魔法部就曾指控鄧不利多意圖篡奪部長之位，並且派遣政務次長桃樂絲·恩不里居以黑魔法防禦術教授的身分到霍格華茲監視鄧不利多，並通過一系列的政令來限制鄧不利多身為校長的權力。

## 角色發展
羅琳說她很喜歡寫鄧不利多，因為他是「善良的縮影」。羅琳指他為自己代言，因為他「幾乎對魔法世界的事無所不知」。羅琳提到鄧不利多很遺憾自己「總是必須知道的那個人，並且有著得知的重擔。而他寧願不知道」。作為該系列的中心人物哈利·波特的導師，「鄧不利多是一個非常聰明的人，他知道哈利不得不學習一些艱難的課程來為其生活中可能發生的事情作好準備。他允許哈利參與自己不允許其他學生做的事情，而且他寧願保護哈利免他受到傷害，也不願意讓哈利面對一些事情。」在1999年的一次訪談中，羅琳表示她認為鄧不利多「更像是約翰·吉爾古德那類型，你知道吧，相當年長而且—也相當優雅高貴而莊重的」。在他的學生時代，鄧不利多是葛來分多學院的學生。羅琳在接受放採訪時稱鄧不利多大約是150歲；然而，在她的網站上，她說鄧不利多出生於1881年，使他去世時的年齡為115歲或116歲。
2007年10月19日，羅琳被一位年輕的粉絲問及鄧不利多是否找到了「真愛」，她說自己一直認為鄧布利多是同性戀，並且他愛上了第一代黑魔王蓋勒·葛林戴華德，這是鄧不利多的「大悲劇」；羅琳並沒有明確地說明葛林戴華德是否回報了其感情。羅琳透過詳細說明了鄧不利多調情背後的動機，這進一步解釋了以巫師統治麻瓜的想法：「當他墜入愛河時，他完全失去其道德指向，我認為後來他非常不信任自己對這些事情上的判斷，所以變得相當無性向，此後他過著獨身與書呆子的生活。」

## 電影描繪

李察·哈里斯於第一輯電影中所飾演的鄧不利多。

裘德·洛在電影《怪獸與葛林戴華德的罪行》所飾演鄧不利多。

在《神秘的魔法石》（2001年）及《消失的密室》的電影改編中，鄧不利多的角色都是由李察·哈里斯飾演，並且預計他將在整個電影系列中飾演這個角色。哈里斯原本並非製片人的首選，該電影工作室最初跟肖恩·康纳利和帕翠克·麥高漢接洽擔任演出該角色。康納利由於不喜歡電影主題而辭演，而有意演出的麥高漢則因為健康狀況不佳而離開劇組。哈里斯提到自己原本因為知道其健康狀況正在下降而不打算擔任這個角色，然而因為其當時11歲的孫女威脅稱若他不接受演出的話就再也不會跟他說話，於是他便接下該角色。儘管被診斷出患有霍奇金淋巴瘤，電影製片人大衛·海曼也要求他不要重演這個角色，但哈里斯仍決心在《阿茲卡班的逃犯》中再次扮演鄧不利多。然而，他於2002年10月25日辭世，因此這個角色需要重新選角。
基斯杜化·李是製片人接替哈里斯的直接選擇，但由於當時李在《魔戒電影三部曲》裡飾演薩魯曼，以及於《星球大戰》前傳中的杜庫伯爵，時間安排上發生了衝突而迫使他辭演了。伊恩·麦凯伦原本是劇組屬意的接替人選，他在《魔戒電影三部曲》裡演出過類似的角色—甘道夫，並且認為飾演哈里斯的角色是不合適的，但由於李察·哈里斯生前曾批評麥基倫是「缺乏感情的演員」，也是「糟糕透頂的」演員，對此一直耿耿於懷的麥基倫因此婉拒了飾演鄧不利多的機會。事實上也有說法認為作者其實正是以《魔戒》中的甘道夫作為雛形創建鄧不利多的形象，以致麥基倫認為沒有挑戰性而拒演。哈里斯的家人表示有興趣看到彼得·奧圖獲選作為他的替代者。在首兩輯電影中為哈里斯配音的哈里·羅賓遜（Harry Robinson），他並且還在哈利波特的首個電子遊戲中作聲音演出，他也獲考慮擔任鄧不利多的角色。
在哈里斯去世四個月後，邁可·坎邦獲選為接替其角色的替代者。坎邦於第三輯電影開始接替飾演鄧不利多，他並不關心如何改善哈里斯的演譯，他以自己的方式描繪了這個角色，他為這個角色帶著輕微的愛爾蘭口音，並在三個星期內完成了他的場景。不過絕大部分的觀眾認為他的表現跟原著的形象截然相反，但坎邦其後亦以這個角色演出所有餘下的電影部分。
托比·瑞格波被選中在《死神的聖物1》及《死神的聖物2》中飾演年輕時候的鄧不利多，用於提供角色背景故事重要信息的倒敘回憶場景。
裘德·洛在第二輯前傳電影《怪獸與葛林戴華德之罪》裡飾演中年的鄧不利多。

## 人物性格與特徵

### 家庭與背景
- 父親：博知維·鄧不利多，因為替其女兒阿蕊安娜報復而攻擊三名麻瓜，被送往阿茲卡班入獄，最終在阿茲卡班去世。
- 母親：甘德拉·鄧不利多，麻瓜出身，在丈夫被送往阿茲卡班後舉家遷往高錐客洞；鄧不利多17歲的時候，她被失控的阿蕊安娜誤殺，阿不思及阿波佛對外宣稱是死於咒語逆火反彈。
- 弟弟：阿波佛·鄧不利多，豬頭酒吧的老闆，曾經被控告對山羊使用不正當魔法。跟哥哥的感情不太好，認為其妹之死是他的錯，更於其葬禮上打斷其兄長的鼻子。第七集參與霍格華茲大戰。
- 妹妹：阿蕊安娜·鄧不利多，6歲時被三名麻瓜青年發現其魔法能力更逼她表演，但她卻因未能控制其魔法力量而達不到麻瓜的要求，遂對她施以暴力，使她自此失控，大部分時間都沒法使用魔法，卻不定期會爆發著以魔法做出傷人害己的事。其後更在一次發狂時把母親誤殺了。她在家中跟阿波佛最為親近。在阿不思17歲時，阿不思、阿波佛跟葛林戴華德的一次決鬥中，受不了決鬥情景的阿蕊安娜因此再次失控，卻被決鬥中的魔咒擊中身亡。其肖像懸掛於豬頭酒吧通往霍格華茲萬應室的秘密通道入口處。

阿不思·鄧不利多於1881年出生於軟泥山丘（英語：Mould-on-the-Wold）。羅琳在透過對鄧不利多角色的各種採訪和討論，已經確定指阿不思·鄧不利多在1881年7月或8月出生於博知維與甘德拉的鄧不利多家庭 。阿不思這個名字是源自拉丁文一詞，其意思為白色，象徵著「好」；其姓氏「鄧不利多」在近代英語裡的意思為「熊蜂」:52-53，其靈感是來自作者對鄧不利多沿著霍格華茲大廳漫步時哼唱情景的想像。
這個角色之前曾提及過其弟弟阿波佛，在《死神的聖物》中，據透露，阿不思比阿波佛年長三歲。在同一小說中還介紹了二人的妹妹阿蕊安娜—她在六歲時於家中後花園施展魔法，三名麻瓜男孩透過他們家後花園的樹籬目睹此事後，被眼前的情景嚇壞而向她作出惡意襲擊（小說中並未有明確說明該襲擊以何種形式進行）。得知此事而受驚的兄弟倆首先試圖讓她重述事件，由於她年紀太小而未能重現該事情，於是他們試圖阻止她「與眾不同」。該襲擊讓阿蕊安娜於精神和情感上都受到傷害至造成嚴重的創傷，讓她無法進行正常的社交也不願意使用魔法，卻又沒法擺脫這狀況。創傷的魔法鑽入了其內心而把她逼瘋了，當她不能控制的時候，該魔法就會在她身上發作。三人的父親對此事非常傷心，便去找三個麻瓜男孩算賬，更向該三名男孩作出攻擊以教訓了一頓。由於鄧不利多的父母不想讓魔法部得知道阿蕊安娜的狀況，於是博知維·鄧不利多便一力承擔罪名而被判處阿茲卡班的無期徒刑，最終於該處去世。由於博知維襲擊麻瓜的事情，為了避免其女兒被送進聖蒙果醫院，以及其不受控的魔法或許會意外地傷害到別人，鄧不利多一家因此無法在軟泥山丘繼續居住。三人的母親甘德拉帶著子女搬到了高錐客洞，並拒絕跟大部分鄰居接觸的她向外隱瞞著阿蕊安娜的病情，寧願獨處。他們的巫師鄰居與熟悉的人一般都認為阿蕊安娜只是個不會魔法的爆竹，甘德拉卻因為羞恥而把她藏起來，而阿不思也學會在外面不會提及自己的父親與妹妹。
1892年的秋天，11歲的阿不思·鄧不利多入讀霍格華茲，成為了葛來分多學院的學生。在霍格華茲就讀期間，鄧不利多很快就跟當時最有名的魔法大師們保持著頻繁的通信聯繫，包括了其鄰居—魔法史學家芭蒂達·巴沙特、尼樂·勒梅、溫順·馬治邦等。馬治邦在後來曾提到，鄧不利多參與符咒學和變形學的超勞巫測（N.E.W.Ts）時，作為考官的她看到鄧不利多「以魔杖做出了我以前從未見過的事情」。此外，鄧不利多還在讀書期間在若干學術刊物上刊登過自己的論文，他還獲得不少的校外獎項。五年級的阿不思被任命為級長，七年級時又被任命為男生會主席，他被當時的人們視為校內的一個前所未有最聰明的學生。
在1899年，18歲的阿不思從霍格華茲畢業後本打算跟其朋友艾飛·道奇按照「當時傳統」進行他們的周遊列國之旅。然而在他們出發的前夕，他收到了其家中的噩耗：其母親甘德拉在阿蕊安娜的一次不受控的魔法爆發中讓母親意外地死亡。由於鄧不利多的父母都不在，這使阿不思頓時成為了這個破碎家庭的一家之主，亦因其家庭的不幸使他們變得貧窮，一家糊口也因此成為了他的責任，使阿不思遂放棄其旅程回到高錐客洞的家照顧妹妹。阿不思滿懷苦澀地回到家中，跟阿蕊安娜呆在家裡，使他感到自己被困著並正在虛度光陰。由於阿波佛得知其兄長的忿怒並主動提出親自照顧阿蕊安娜，聲稱她更喜歡他而非阿不思，但阿不思還是拒絕了其弟退學回家照顧妹妹的提議，指自己作為長子有責任擔起照顧家庭這個重任。
鄧不利多藉由魔法史學家的鄰居芭蒂達·巴沙特介紹下認識了她的16歲姪孫—剛剛遭德姆蘭巫術學院開除的蓋勒·葛林戴華德，當野心滿滿的葛林戴華德來到高錐客洞時，他跟才華洋溢的阿不思一拍即合，鄧不利多很快就被葛林戴華德的巫師統治理念所吸引，他甚至一度贊成葛林戴華德的構想，二人夢想著建立一個新的世界秩序。他又認為只要跟着他就能夠實現自己所有的理想。阿不思還開始喜歡上了這個男孩。兩個月後，阿不思由於沉迷跟葛林戴華德的交往而忽視了阿蕊安娜，也忽略了照顧其妹妹的責任，葛林戴華德更提議他們必須離開鄧不利多的家以繼續實現他們的計劃，但阿蕊安娜的狀況卻不容許讓她搬家。阿波佛對此表示不滿和抗議，葛林戴華德甚至向阿波佛施展酷刑咒，而阿不思試圖阻止他，三人之間的爭吵隨後演變成決鬥。被三人刺激至失控的阿蕊安娜在三人決鬥的混亂期間不慎被捲入咒語交火之中，並且被咒語擊中導致死亡（當時阿不思、阿波佛與葛林戴華德三人發生大混戰，無從得知到底是誰的魔法殺死阿蕊安娜）。後來，葛林戴華德慌忙得跑走了，悲痛欲絕的鄧不利多對此非常自責（內心非常擔心是自己的咒語殺死妹妹），使他徹底斷絕了跟葛林戴華德的關係；阿波佛也因此怪罪於其兄長，二人之間的關係變得緊張起來，阿不思甚至在其妹的葬禮上被阿波佛打斷其鼻子。據作者所說，鄧不利多的幻形怪變成了阿蕊安娜的屍體。然而，阿波佛從不知道的是，阿不思對於妹妹之死的內疚與悔恨自此跟隨了其餘生。
阿蕊安娜之死對阿不思往後人生影響甚大，此事件後他學會了謙虛，並遠離任何野心的慾望，並拒絕掌握任何權力（例如鄧不利多數次獲邀成為魔法部部長但都被他婉拒），他認為自己較適合教導年輕巫師，故回到霍格華茲任教並一直留在那裡。他於1910年代擔任黑魔法防禦術教授，同時兼任教授變形學。在《神秘的魔法石》中，鄧不利多還向哈利提到，意若思鏡揭示的其內心最深處的願望就是擁有一雙羊毛襪，然而在第七部小說中，哈利意識到他跟鄧不利多於鏡中看到相同的東西：他們重新團聚的家庭。

### 外觀上
阿不思·鄧不利多既高又瘦，他蓄著銀色的長髮和鬍鬚（年輕時為赤褐色），其鬍鬚長至可以塞進其腰帶。他的眼睛被形容為一種明亮且穿透靈魂陰影的藍色眼睛，通常閃爍著善意和惡作劇的光芒。他的鼻子長而彎曲，看起來好像至少被折斷了兩次（據說它源於其弟弟於二人妹妹葬禮上的拳擊可能對塑造其鼻子發揮著作用）。據說他的手指又長又靈巧。鄧不利多經常戴半月形眼鏡和穿著五顏六色系列的長袍，從紫色到亮橙色不等。他曾經聲稱自己的左膝上方有一個跟倫敦地下鐵路的路線圖形狀完全相同的傷疤，但他是否真的這樣就不得而知了。
鄧不利多的舉止通常都是平靜而空靈的（若不是總是這樣的話），即使哈利認為他真的很生氣的時候，他也是通常以平靜和悅耳的聲音說話。在鄧不利多生命的最後一年，他戴上了被詛咒的魔佛羅·岡特的指環，使他的右手傷痕累累。若非石內卜使用了反詛咒進行干預的話，鄧不利多會因該指環上的詛咒而更快地死去。不管怎樣，該詛咒讓他的手枯萎變黑，變得死氣沉沉的樣子，再多的治療也無法修復其外觀。根據石內卜的說法，該詛咒最終會從被控制的手蔓延開來，而鄧不利多也註定在一年之內死去。這是否意味著皮膚變黑的死亡外觀會蔓延到其全身就不得而知了。

### 性格上
鄧不利多被認為是世界上最強大的巫師之一，其性格仁慈而睿智，是梅林風格下的優秀巫師。他散發出一種平靜和沈著的氣質，甚少表現出強烈的憤怒或恐懼情緒。然而，儘管其性格溫和，據說鄧不利多是佛地魔唯一真正害怕的巫師。鄧不利多是個很古怪的人，甚至帶有一點陰柔氣質；他非常喜歡編織圖案，經常穿著很華麗的衣服（有一次，他戴著一頂帶花的繫帶女帽）。他還以異想天開的奇怪表現而聞名，有他在場的時候，他經常以幽默讓人們感到舒適。作為一位才華橫溢的巫師，鄧不利多展示了無數非凡力量的例子。他以作為巫師的能力與一種狡黠的心思互相結合，這使他能夠領悟人性，尤其是把人性中更好的方面（信任、愛和友誼）轉化為佛地魔的劣勢。
最重要的是，鄧不利多擁有深厚的愛的能力，並且經常提醒著哈利，愛是世上最偉大的魔法。鄧不利多相信人性本善，並堅持給予第二次機會。這方面最好的例子是鄧不利多跟石內卜的關係，由於石內卜表現出悔恨，鄧不利多願意對他投入相當大的信任。鄧不利多具有高度的洞察力和情商。他對一個人真實性格的了解不僅僅是作為一個對性格良好的判斷者。這一點在他對佛地魔複雜的心理洞察中表現得最為明顯，使他能夠跟哈利一起拼湊出佛地魔的分靈體隱藏於哪裡。
鄧不利多的外表隱藏著其更加鋼鐵般的一面，正如在逮捕偽裝成瘋眼穆迪的小巴堤·柯羅奇時所見：
|  | 在那一刻，哈利第一次明白到為何人們說鄧不利多是佛地魔唯一害怕的巫師。鄧不利多臉上的表情比哈利所想像的還要可怕—鄧不利多的臉上沒有了親切的笑容，眼睛裡沒有了閃爍。在這古老的面孔上的每一道線條都滲透著冰冷的怒火；鄧不利多身上散發著一種力量感，彷彿他正在散發著燃燒般的熱量。 |

然而，儘管鄧不利多有著許多非凡的特質，他仍是個有缺陷的角色。根據羅琳的說法，「雖然鄧不利多似乎於六輯小說裡都非常溫和，但他確實是一個馬基雅維利式的人物，他一直在拉很多線。」在2005年的一次採訪中，羅琳評論道：「無限的腦力並不能保護你免受情緒錯誤的影響，而我認為鄧不利多確實體現了這一點。」鄧不利多向哈利承認其最大的缺陷是他對權力的渴望。他最終發現最適合擁有權力的是那些不尋求權力的人。當他跟葛林戴華德第一次見面時，他們制訂了奴役麻瓜並重新確立了巫師作為世界的自然統治者地位的計劃。然而，在鄧不利多的妹妹阿蕊安娜在他自己、他的弟弟阿波佛跟葛林戴華德之間的決鬥中被殺後，鄧不利多對這個幻想破滅了。
鄧不利多一直被其悲慘的家族歷史所困擾，特別是他對圍繞其妹死亡的情況感到內疚。他對自己捲入導致她死亡情況的自私感到極大的悔恨，並且他的餘生都被他有可能是施放殺死她咒語的人所折磨。當他看著意若思鏡的時候，他看到自己在其弟弟的眼中得到了救贖，而他的全家人還活著的在一起。

### 魔法能力與技巧
鄧不利多從小就一直表現出其非凡的魔法能力。在霍格華茲接受教育期間，鄧不利多就被譽為有史以來入讀該校的最聰明的學生，贏得「學校所頒發的每一個重要的獎項」，並在他的超勞巫測（N.E.W.Ts）中「...以魔杖做了一件（考官）從未見過的事」。羅琳曾說過鄧不利多主要是自學成才，儘管他「有機會接觸到霍格華茲一流的老師」，而且就他的教育而言，「鄧不利多的家庭將是一個條有利可圖的調查路線。」雖然他並不虛榮，但鄧布利多也沒有表現出虛假的謙虛，他欣然承認自己異常聰明，並且是一個異常強大的巫師。他在《混血王子的背叛》裡的偶爾會面中多次向哈利承認自己犯了錯誤，而且由於他相比大部分男人更聰明，以致他的錯誤「往往會相應地更大」。
鄧不利多是一位非語言咒語專家，並作為鍊金術士而聞名，他曾經跟唯一已知的魔法石製造者—尼樂·勒梅合作，並因為發現到龍血的12種用途而受到讚譽。
他對最強大魔法的知識—「愛」具有廣泛的了解。他教會哈利了解其本質，以及哈利愛其父母這與生俱來的力量，這最終協助哈利意識到殺掉佛地魔的命運。
眾所周知，鄧不利多能夠召喚不滅火（Gubraithian fire），那是魔法的永恆之火。他聲稱自己能夠在不使用隱形斗篷的情況下變得隱形，這是一種強大的幻滅咒。鄧不利多也擅長破心術與鎖心術；他也是變形術方面的專家，在成為校長之前曾擔任變形術教授。他經常憑空（或從不太舒適的椅子上）創造出複雜的物品，比如沙發椅。鄧不利多也精通魔咒學和魔藥學；根據艾飛·道奇撰寫的訃告，他的論文發表在諸如《符咒學技能養成》及《實用魔藥大師》等的期刊上。鄧不利多以擊敗僅次於佛地魔的有史以來最危險的黑巫師—葛林戴華德而聞名。在「壯觀的傳奇決鬥」中，儘管事實上葛林戴華德擁有據說其力量可以保證決鬥中保持無敵的接骨木魔杖，但他還是成功了。當他在《鳳凰會的密令》中平靜地跟佛地魔交戰時，其決鬥技巧得到了進一步的展示以壓倒了他，並最終迫使他擁有哈利免於徹底被擊敗（可以回憶至鄧不利多跟佛地魔決鬥之時所擁有的接骨木魔杖，是當年從擊敗葛林戴華德手中奪得的）。多數巫師在幻影顯形時發出明顯的爆裂聲有所不同，鄧不利多尤其能夠悄然無聲地使用現影術。小說及電影中唯一擁有這項技能的一個巫師只有佛地魔。眾所周知，鄧不利多能夠理解人魚語言（Mermish）與精靈語言（Gobbledegook）以及爬說嘴（Parseltongue）的人。

#### 已知的特殊技能
- 能夠發出威力強大得讓人驚訝得毛髮直豎的魔咒；
- 能克服反消影咒的限制；
- 無人能及的魔法知識；
- 對變形術的掌握十分熟練；
- 制作不滅火；
- 馴服鳳凰（不死鳥）；
- 能說人魚語（《哈利波特與火盃的考驗》）、妖精語等，能聽懂爬說語（但不會說）（出自罗琳访谈）；
- 能觀察出極細微的魔法痕跡；
- 不需要隱形斗篷也能隱形（滅幻咒）[55][56]。

### 成年後
鄧不利多從霍格華茲畢業後，因母親亡故，需返家照顧弟妹。但他後來離開了，回到霍格華茲任教，負責教導變形學，並兼任葛來分多學院的導師。在時任校長阿曼多·狄劈退位後，鄧不利多接任了此一職位；而新任變形學教授兼葛來分多學院導師以及副校長之職則由鄧不利多的老友麥教授負責。此後鄧不利多至少曾三次獲邀擔任英國魔法部部長，但都被他婉拒，因此康尼留斯·夫子得以登上高位。鄧不利多一直認為「自己會是個好老師」（事實證明他的確是），而他也確實以訓練年輕巫師為樂。在他以前的學生佛地魔開始作惡以後，鄧不利多建立鳳凰會與其對抗，致力於尋找並摧毀分靈體。然而鄧不利多在1996年不幸逝世於霍格華茲，其遺志由哈利波特接手。1998年，霍格華茲大戰爆發，佛地魔被自己的詛咒殺死，黑暗勢力至此宣告滅亡。

#### 頭銜與成就
- 霍格華茲葛來分多學院級長（五年級）→ 男學生主席（七年級）
- 巴納克·芬克利傑出符咒獎
- 威森加摩英國青年代表
- 霍格華茲前變形學教授
- 霍格華茲前黑魔法防禦術教授
- 霍格華茲前葛來分多學院導師
- 霍格華茲前副校長
- 1945年擊敗當時史上最強黑巫師蓋勒·葛林戴華德，並獲得接骨木魔杖的擁有權
- 霍格華茲魔法與巫術學院校長
- 鳳凰會創始人兼首任會長
- 開羅國際煉金術會議創會貢獻金牌獎
- 伊斯坦堡巫師和平條約簽署代表
- 發現龍血的12種用途的巫師
- 跟鍊金術師合作煉製魔法石
- 巫審加碼首席巫師
- 國際巫師聯盟主席
- 至少三次婉拒成為英國魔法部長的提名

### 資產
鄧不利多的辦公室裡有許多古靈精怪的儀器：
- 儲思盆：一種用於儲存及回顧記憶的石製容器，女巫及巫師能夠從他們的腦袋提取一種液體並置於容器中用作回顧。哈利於中首次發現到這個裝置，並在整個系列的其餘部分中，這個容器經常用於倒敘場景。
- 熄燈器：這是一種用於熄滅燈火和稍後回復光源的裝置，並可用作根據當事人的想法引領回歸的裝置，鄧不利多於裡被看見使用。鄧不利多去世後，該物品由榮恩·衛斯理繼承，並確認了該物品是鄧不利多本人設計的。
- 鳳凰：牠名叫佛客使，小說中把牠翻譯為「鳳凰」，但牠實際上是西洋神話中的不死鳥，跟東方的鳳凰是有所差異的。牠能夠如同家庭小精靈般不受霍格華茲城堡的防護措施的影響而自由消影。據說鄧不利多的護法為鳳凰[57][58]，牠是代表著他在小說中反覆出現的象徵。
- 接骨木魔杖：這是傳說中的其中一件死神聖物—由鄧不利多作為其擁有者及主人。它被譽為魔法力量極其強大且無敵的魔杖，又被稱為「死神魔杖」[註 4]或是「命運魔杖」。[註 5]
  - 奧利凡德先生於裡透露，哈利的魔杖帶有一根鳳凰羽毛作為魔杖的杖芯，而那隻鳳凰給了另一根羽毛給另一魔杖，就是佛地魔給哈利留下傷疤的那根魔杖。後來在中透露，作為鳳凰的佛客使，其羽毛同時為哈利與佛地魔魔杖提供了魔法杖芯。
  - 故事中曾提及該魔杖曾經歷多位主人，鄧不利多戰勝黑巫師葛林戴華德後繼承其擁有權。鄧不利多跟該魔杖的許多前主人有所不同，他把該魔杖的巷身分保密。
  - 鄧不利多於死前在違反意志的狀況下被跩哥·馬份繳械，意外地把該魔杖的擁有權轉移了，使馬份在不知情的狀況下得到了魔杖主人的資格。後來學校把該魔杖跟鄧不利多一起埋葬，佛地魔其後從墓穴中取得該魔杖，但由於哈利已先一步卸下馬份的魔杖，因此間接成為了該魔杖的新主人，使並非該魔杖真正主人的佛地魔跟哈利對決時輸給對方。
  - 小說的最後，哈利把該魔杖埋進鄧不利多的墳墓，而電影中的被哈利則把它折斷並丟進霍格華茲的廢墟中以絕後患。
- 原始版本的《吟遊詩人皮陀故事集》：那是一本老舊的巫師兒童故事書，當中收錄了魔法界最古老的童話，鄧不利多去世後，該故事書以遺贈方式交給妙麗·格蘭傑繼承。
- 金探子：哈利在其第一場魁地奇球賽上抓到的金探子，後來鄧不利多把死神聖物之一的重生石收藏於其中。[註 6]鄧不利多去世後，該金探子連同重生石都以遺贈方式交給哈利·波特。
- 湯姆·瑞斗的日記：原是佛地魔的其中一件分靈體，但在中被哈利以蛇妖的毒牙摧毀後，交給鄧不利多保管和研究，但哈利直至才知道該日記是佛地魔的分靈體。
- 懷錶：一枚屬於鄧不利多的懷錶，該錶面上有12支指針，以行星代替著數字。
- 隱形斗篷：死神聖物之一，原為波特家族的傳家之寶。鄧不利多於波特一家被殺前夕向詹姆·波特借去研究，於1981年10月至1991年12月期間保管，直至哈利波特入讀霍格華茲後的首個聖誕節以匿名包裹方式歸還。
- 鄧不利多的辦公室裡還有各種各樣的魔法裝置及儀器，用途不詳。

### 生平
在小說中，阿不思·鄧不利多被稱呼為鄧不利多教授或鄧不利多校長，他是霍格華茲魔法與巫術學院的資深教師，也是一位少數獲得全校師生尊敬及愛戴的霍格華茲校長。霍格華茲的奇獸飼育學教授兼獵場看守人的魯霸·海格，他對鄧不利多的評價是「從來沒有任何一位校長為霍格華茲付出這麼多」。鄧不利多對魔法具有非常高深的造詣，他是魔法界公認當代最偉大的巫師，他單人匹馬就能打敗多位魔法部官員，其魔法力量之強大讓前魔法部部長康尼留斯·夫子也要讓他三分，甚至就連最強大的黑巫師佛地魔也感到畏懼。雖然鄧不利多並沒有在魔法部工作，但他所說的話在魔法部還是具有一定的份量。
作為霍格華茲的校長的鄧不利多，他是葛來分多學院的前學院導師，兼任變形術和黑魔法防禦術的教授（該三項職務後來由副校長麥教授接任），然而自佛地魔求職失敗後，霍格華茲每年都會換一位新的黑魔法防禦術教授。作為J·K·羅琳的魔法世界中有史以來最強大的巫師，鄧不利多於1945年擊敗了當時被冠上「史上最危險的黑巫師」之稱的超強黑巫師蓋勒·葛林戴華德，並從他手上得到了三件死神的聖物之一的接骨木魔杖。
1943年，求學時期的湯姆·瑞斗（佛地魔）誣陷魯霸·海格把消失的密室之門打開，只有鄧不利多相信並認為海格是無辜的，以及在海格的魔杖被折斷並且被逐出學校時，鄧不利多堅持讓他留校成為員工。原為副校長、葛萊分多學院負責導師和變形學教授的鄧不利多於多年後接替阿曼多·狄劈成為霍格華茲的校長，其原來的職務由麥教授接任。
在佛地魔第一次崛起之前，西碧·崔老妮申請成為占卜學新任教授時，她道出了真正的預言，稱佛地魔跟哈利·波特無法同存於世上，然而崔老妮於說出該預言後卻不復記憶。鄧不利多聘用她的原因除了避免該完整預言走漏風聲，也保護狀況外的她之生命安全。在賽佛勒斯·石內卜的通風報信下，鄧不利多設法保護波特家，期間意外發現三件死神聖物之一的隱形斗蓬並借去研究。當莉莉·波特和詹姆·波特被佛地魔殺害後，鄧不利多決定把年幼且成為了孤兒的哈利安置於其姨姨佩妮·德思禮與姨丈威農·德思禮的家中照顧。由於鄧不利多施了一個魔法讓哈利母親的犧牲能成為其孩子的特別保護，只要哈利依然居住於跟他母親有血脈關係親人的家，其母親的愛就會成為對他的保護，讓他能平安地活著直到滿17歲成年之時。
老年的鄧不利多被描繪為一位、風趣、優雅、正義、和藹並且法力強大的老人，類似英國的著名巫師梅林或《魔戒》中的甘道夫，是小說中最主要的正派角色之一。他似乎知道學校以至魔法世界的所有事情，並且在哈利·波特入讀霍格華茲後不時給予一些特殊的幫助。鄧不利多為人雖然謙遜，但依然給人渾身散發強大魔法能力的感覺，因此被魔法界視為他是佛地魔唯一忌憚的人。他十分神祕，甚少顯示其真實力量，但在某些緊急場合也會展示其力量強大的魔法實力：例如在《火盃的考驗》中，當小巴堤·柯羅奇告訴哈利指自己是假冒的瘋眼並正要把他殺掉時（當時鄧不利多只用了一招昏擊咒就打敗了他）；在《鳳凰會的密令》中，鄧不利多於魔法部神秘部門出現時（當時一眾食死人甫看見他便馬上害怕得逃跑，旁觀的哈利表示當時鄧不利多渾身散發著強者的氣息，他也終於明白為何鄧不利多是佛地魔唯一害怕的人）。
鄧不利多是戰略家和計劃者，但許多巫師沒體會到這一點。在歷史部分的一些細節中，可見他並非如其他人所想般是個瘋癲的老人。他從不忌諱直接說出佛地魔的名字，並堅持其他人也應該直接稱呼佛地魔，他從來不會使用「那個不能說出名字的人」或「那個人」等代稱（巫師界絕大部分人因害怕而拒絕直呼佛地魔的名號，並對他心存恐懼），即使當他面對佛地魔時，他也會以佛地魔的實際姓名稱他為「湯姆」或「瑞斗」。作為對抗佛地魔的力量，鄧不利多成立了鳳凰會，並擁有許多忠實的追隨者，即使在黑魔王勢力的全盛時期，還是有非常多的巫師及女巫願意追隨他，哈利·波特也在該系列中對鄧不利多表現出絕對的忠誠。在1997年，鄧不利多還親自指導哈利·波特，為其於1998年擊敗佛地魔創造了條件。
鄧不利多教授的嗜好是十柱球戲和室內樂，他也十分愛吃，其喜歡吃的甜食有檸檬雪寶、蟑螂串、酷酸果、紅桑子果醬、嘶嘶咻咻蜂等。最討厭吃的食物則是柏蒂全口味豆子，因為鄧不利多老是吃到很噁心的口味（他在哈利留醫的病房裡吃到耳垢的口味）。
鄧不利多是個不認同純血至上主義的巫師，他特別准許讓一名狼人雷木思·路平就讀於霍格華茲，並且為他種植渾拚柳以隱藏並守衛著一條從霍格華茲通往活米村的尖叫屋的秘密通道，讓路平於每個滿月的時候待在那裡及變身，讓他無法攻擊別人。
在哈利在學期間，鄧不利多為了保護哈利而從不間斷地替他收集有關佛地魔及其分靈體的信息（包括在《消失的密室》中發現的第一件分靈體—湯姆·瑞斗的日記），他在開始時發現到另一件成為佛地魔分靈體的物件—魔佛羅·岡特的指環，加上三件死神的聖物之一的重生石—他本想以重生石召喚經已去世的家人，但卻中了佛地魔於指環上施展的詛咒，後來他雖以葛萊分多寶劍把該分靈體破壞，被詛咒所傷而變得虛弱的鄧不利多回到校長室交由石內卜醫治，然而該詛咒的威力太強，石內卜也只能暫時把詛咒封印在其枯黑的右手上，並推測鄧不利多只剩下不多於一年的壽命。鄧不利多在接下來的一年內親自指導哈利·波特，並帶他探究佛地魔的過去。
1997年6月30日，鄧不利多與哈利從他相信分靈體所在的洞穴回到霍格華茲後不久，他受到佛地魔的魔藥影響而使其魔法力量變弱，隨後他在天文塔被石內卜施展的索命咒擊中並墜落於塔底逝世（實質上是他們事先策劃的，鄧不利多主動要求石內卜殺了他）。1997年7月初，巫師界替鄧不利多舉行了一場盛大的葬禮，巫師世界的人物均有出席，就連新任魔法部部長盧夫·昆爵與其政務官員桃樂絲·恩不里居也有出席。葬禮後，鄧不利多葬於霍格華茲校園內湖邊的白色陵墓（White Tomb）中，後來學校把其畫像掛在校長的寶座後方，而其校長之位由副校長麥教授代理（佛地魔掌權期間任命石內卜接任）。
在該系列的故事結尾，哈利·波特得到了鄧不利多的接骨木魔杖，但他並不打算使用它（哈利於小說中把它放回其墳墓中；電影中把它折斷並丟進橋下的廢墟中）。

#### 傳記
鄧不利多作為巫師世界中的一名偉大的巫師，巫師媒體於其死後出版了傳記：《鄧不利多的人生與謊言》（麗塔·史譏 著）。

## 相關情節

### 神秘的魔法石
在該系列第一部小說的開篇章節中，鄧不利多到達薩里郡小惠因區水蠟樹街4號的德思禮一家住處。當邪惡的巫師佛地魔殺害哈利的父母後，鄧不利多決定把當時成為孤兒的哈利安置於弗農與佩妮·德思禮的家中。他知道哈利會受到其母親犧牲所產生的特殊魔法之保護。鄧不利多認為德思禮一家是哈利唯一剩下的親人，佩妮·伊凡·德思禮是哈利的姨姨，她最終接受其姨甥進入他們的家。這種捆綁愛的古老魔法使佛地魔無法觸碰哈利。鄧不利多帶著一封解釋情況的信便把哈利留在了德思禮家的門階。他帶著最後一句話便離開了哈利，說：「祝你好運，哈利。」
當哈利入讀霍格華茲時，鄧不利多向他講述了意若思鏡的秘密，聲稱當他看著它時，他看到自己「拿著一雙厚厚的羊毛襪」。哈利後來於最後一輯小說中回憶說，這可能是鄧不利多唯一給他的不誠實答案。鄧不利多還負責以某種方式使該鏡子施展魔法，讓它能夠把魔法石隱藏起來，並且只有那些看著鏡子並且渴望「找到魔法石...但不會使用它」的人才能得到它。由於鏡子的特殊魔法，對的人會獲得那魔法石，而其他人只會看到自己使用那魔法石。當哈利跟他的同學榮恩·衛斯理和妙麗·格蘭傑，以及霍格華茲的教授奎里納斯·奎若到地牢奪取魔法石時，鄧不利多被一條虛假的信息召喚到魔法部，然而他在旅途中意識到霍格華茲需要他，他及時折返並從奎若與佛地魔手中把哈利救出。在地牢中的事件發生後，鄧不利多跟哈利還有最後的對話，告訴他指他太年輕了，無法理解佛地魔為何要殺害他。

### 消失的密室
在第二輯小說中，哈利從一本日記中看到年輕的鄧不利多出現於一系列的回憶片段中，而該日記由曾經是霍格華茲歷史上最有天賦的學生湯姆·瑞斗（未來的佛地魔）曾經擁有。透過該日記，哈利看到過去的瑞斗對鄧不利多就著一系列針對麻瓜出身學生的襲擊向他提問的記憶。回到現在，當消失的密室之門被打開，學校遭到蛇妖襲擊之後，魯休思·馬份強迫霍格華茲的其他11名學校董事暫停鄧不利多作為校長的職務，然而當校董們發現金妮·衛斯理被帶進密室時，鄧不利多被恢復了其職務，他也發現魯休思強迫其他校董讓他停職。

### 阿茲卡班的逃犯
在第三輯小說中，鄧不利多無奈地被迫接受讓催狂魔進入他的校園，以保護其學生免受天狼星·布萊克的傷害，而天狼星·布萊克是一名從阿茲卡班逃獄的假定兇手與謀殺幫兇。待布萊克闖進霍格華茲後，鄧不利多下令關閉學校與校園的所有出入口。哈利在魁地奇比賽中由於催狂魔的關係而從掃帚上摔下來後，鄧不利多一反常態地對催狂魔發怒，並以其魔杖讓哈利安全地漂浮於地上。在該小說的後來，鄧不利多建議妙麗利用她在魔法部准許使用的時光器回到三個小時之前，以把鷹馬巴嘴和天狼星·布萊克從他們的不公正處決中拯救出來。

### 火盃的考驗
鄧不利多於第四輯小說中引入了三巫鬥法大賽，他還在整個比賽活動期間擔任評審。當哈利的名字從火盃中傳出來時，鄧不利多並沒有被激怒，而是保持其平靜的態度；他只是問哈利指他有沒有自己，或是讓一個年長的學生把他的名字提交到火盃（儘管在電影版本中他確實生氣至粗暴地對待哈利的地步）。當哈利回答不時，他也相信哈利。在該小說的結尾，當哈利從跟佛地魔的相遇並抓著西追·迪哥里的屍體回來時，並且當瘋眼穆敵（由小巴堤·柯羅奇以變身水冒充）把哈利從鄧不利多身邊帶到城堡內的辦公室時，鄧不利多一直以來的恐懼得以實現。鄧不利多立即開始懷疑起來，並帶同米奈娃·麥和賽佛勒斯·石內卜直奔至穆迪的辦公室去營救哈利並審問柯羅奇。後來，鄧不利多聽取了作為目擊者的哈利有關於佛地魔回歸的陳述。雖然哈利於後來才醒過來，並發現發現魔法部部長康尼留斯·夫子於學校的醫院側翼跟鄧不利多與麥教授爭論佛地魔回歸的情況，以及若夫子繼續否認這一事實將會產生的後果。

### 鳳凰會的密令
在第五輯小說中，由於鄧不利多關於佛地魔捲土重來的演講，使他從魔法部巫審加碼中首席魔法師的身分中被降職，並且被剔出國際巫師聯合會主席的職務，以及幾乎被剝奪了梅林一等勳章。盡管如此，但他稱只要沒有從巧克力蛙的卡牌上把他摘下來，他便不會在意。與此同時，魔法部竭盡全力地（主要透過《預言家日報》）詆毀他跟哈利。在該輯小說的開首，鄧不利多在哈利的聽證會上與一名證人（阿拉貝拉·費）一起出席哈利的聽證會以確保哈利不會被開除，這激怒了夫子。當鄧不利多幫助哈利時，哈利的感覺好多了，然而校長拒絕跟他說話甚至不看他一眼時，讓他惹惱得生氣的地步。在霍格華茲的隨後一年，魔法部核准第22章教育法令，魔法部部長夫子任命政務次長桃樂絲·恩不里居為霍格華茲的黑魔法防禦術教授（鄧不利多未能找到合適的人選之後），積極干預學校內政。由於夫子正擔心著鄧不利多正在組建一支未成年巫師軍隊來推翻魔法部，於是透過恩不里居逐漸奪得對霍格華茲與鄧不利多的控制權，並命恩不里居為「霍格華茲總督察」，權力幾乎可與校長匹敵。自此以後，恩不里居常在魔法部授意下挑戰鄧不利多以及其他老師的權威。此外，由於恩不里居禁止學生在課堂上進行實際的防禦術練習，迫使哈利、榮恩和妙麗與其他朋友們組成鄧不利多的軍隊（由哈利領導的防禦術小組），實質傳授黑魔法防禦術。當魔法部發現該小組時，鄧不利多選擇承擔責任，謊稱該組織是他自己的顛覆性創造，並使自己受停職處分（第二次），而不是讓哈利被趕出校門。之後，魔法部命令恩不里居接任校長，正式接管學校。
該小說中再也沒有提及鄧不利多，直至他來到神秘事務司以協助鳳凰會對抗佛地魔的追隨者—食死人。除了貝拉·雷斯壯外，鄧不利多制服了所有的食死人，並以反消影詛咒把他們捆綁起來，以防止他們以魔法逃跑。他然後從佛地魔的索命咒中救了出來，並跟黑魔王展開了一場激烈且兇猛的決鬥。這最終導致佛地魔試圖佔有哈利（的靈魂）並企圖讓鄧不利多殺掉那個男孩。在這個詭計失敗後，佛地魔被迫離開哈利的身體並跟貝拉·雷斯壯一起逃跑。由於幾名魔法部官員目睹了這場戰鬥的結束，鄧不利多獲恢復其校長之職，並恢復了他的所有職銜與榮譽。在該小說的最後，鄧不利多向哈利解釋指佛地魔選擇了他作為自己的對手，最終互相必須殺死對方，並承認自己對哈利的深情經已模糊了他的判斷。

### 混血王子的背叛
鄧不利多在第六輯小說中把哈利從水臘樹街接來，並帶他到赫瑞司·史拉轟的家以說服他重新加入成為霍格華茲的教職員。此時，哈利注意到鄧不利多那枯萎和變黑了的右手。在該學年期間，鄧不利多向哈利講述了佛地魔過去發生的事情，他認為這些事情對哈利非常重要。他們利用儲思盤到訪別人的記憶，其中包含有關佛地魔生平與其種族滅絕崛起的重要信息。利用儲思盤，哈利看到鄧不利多首次跟年輕的湯姆·瑞斗見面的情景；鄧不利多從一開始便知道這個男孩很危險，但相信霍格華茲會改變他。
據了解，佛地魔創造了六個分靈體來獲得永生不朽，並且必須在哈利追尋佛地魔在黑魔王體內的最後一塊靈魂之前就把它們全數摧毀。哈利還在他們的大部分課堂上反覆向鄧不利多作出警告，指校內的惡霸跩哥·馬份正在替佛地魔效力。鄧不利多拒絕對跩哥採取任何行動，而是告訴哈利指他經已比哈利更了解正在發生的事情。在該小說的結尾，鄧不利多跟哈利出發前往他相信分靈體所在的海邊洞穴。在那洞穴裡，鄧不利多喝下了裝有史萊哲林的小金匣（分靈體）容器內的藥水；鄧不利多在喝下的過程中開始不停地叫喊著，看似正在忍受著精神上的折磨與身體被削弱了。鄧不利多在喝完魔藥後開始喊著要喝水，而哈利意識到自己別無選擇，他於是把將高腳杯浸到入湖中以給他一杯水。但當他這樣做時，湖中的所有陰屍都抓著哈利並試圖把他拖下以至淹死於湖中。多虧了那杯水，鄧不利多突然恢復過來，並在他們周圍施展一個火套索來脫險。鄧不利多把那分靈體拿走了，二人從那海邊的洞穴中走出來並回到活米村。當他們回來的時候，羅梅塔夫人在天文塔上空以黑魔標記召喚眾人。在該塔樓中，鄧不利多囑咐哈利不要干涉那裡即將發生的事情，並向隱形斗篷下的哈利施展全身束縛咒。因此當時極度虛弱的鄧不利多被跩哥解除武裝時，隱藏起來的哈利也無法干預。鄧不利多跟跩哥討論殺死他的陰謀時，幾名其他食死人進入塔樓並試圖說服跩哥殺害鄧不利多。當跩哥猶豫的時候，石內卜出現並對鄧不利多施展殺戮咒，只是在鄧不利多懇求石內卜說：「賽佛勒斯...請...」，鄧不利多最終死於霍格華茲的校園場地上。
在鄧不利多去世後不久，其肖像神奇地出現於校長辦公室裡。其葬禮的出席者包括了霍格華茲的師生與教職員、幽靈、人馬、人魚、魔法部的成員，和其他希望表達敬意的人。鄧不利多以紫色的天鵝絨包裹著，被安葬於霍格華茲湖邊的一座白色大理石的石棺裡，據說他是唯一一個被埋在校園裡的校長。

### 死神的聖物

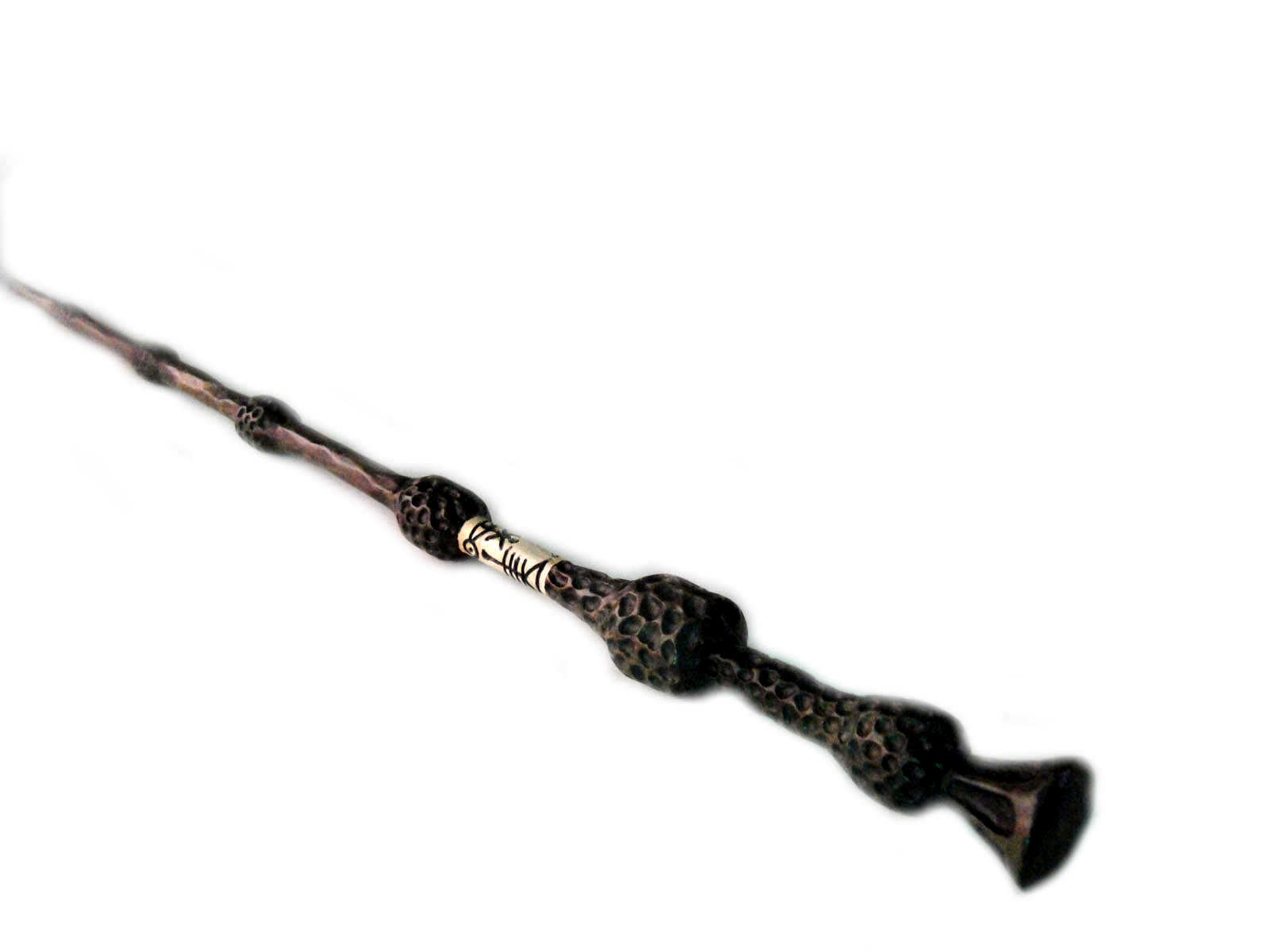
在華納兄弟《哈利波特》電影中重現的接骨木魔杖。

J·K·羅琳在《死神的聖物》的小說中使用了幾個篇章來揭示有關鄧不利多的兩個主要細節：他的早年生活與他的死亡。該小說介紹了他的父母—博知維·鄧不利多及甘德拉·鄧不利多，以及他的年幼的小妹阿蕊安娜·鄧不利多；至於其弟弟阿波佛·鄧不利多則在之前的小說中已被提及。阿蕊安娜在6歲的時候被三個目睹她使用魔法時襲擊，阿蕊安娜因為這次襲擊而受到嚴重的創傷，再也無法控制自己的魔法力量。勃然大怒的博知維襲擊那些麻瓜男孩（在電影版本中殺死他們），並在阿茲卡班被判無期徒刑。在此之後，甘德拉把其家人搬到高錐客洞的村莊裡。大約在阿不思完成學業時，阿蕊安娜在她的一次爆發中意外地殺死了甘德拉。阿不思自此成為了一家之主，在阿波佛完成學業期間，他被迫跟妹妹一起留在家裡。
不久之後，年輕的蓋勒·葛林戴華德來到高錐客洞跟他的姑婆—芭蒂達·巴沙特住在一起，而巴沙特是一名魔法史學家，也是《魔法史》一書的作者。這兩名年輕人一拍即合，他們一起夢想著透過聯合傳說中的死神聖物來建立一個由巫師統治的世界。他們相信，若果在過程中被迫摧毀了一些人，它仍然是「為了更大的利益」，而苦難和損失最終都會獲得百倍的回報。然而，這種情況永遠不會發生，因為阿不思、阿波佛跟葛林戴華德之間的爭執導致了一場決鬥，最終導致了阿蕊安娜的死亡。阿不思在他的餘生中也感到內疚，因他並不能確定是他自己還是別人的詛咒把其妹殺死。葛林戴華德也衝回巴沙特的家，並在幾個小時後離開這個國家。由於他的錯誤，阿不思認為自己不值得被權力所信任，正因如此，儘管他被多次提名，但他從未擔任過魔法部部長的職位。鄧不利多後來回到霍格華茲擔任變形學教授，並為學校招收學生。
幾十年後的1945年，鄧不利多最終擊敗了擁有接骨木魔杖的黑巫師葛林戴華德。葛林戴華德被擊敗讓鄧不利多成為了接骨木魔杖的主人，這根魔杖直至他去世前一直是屬於他的，直至跩哥·馬份對他施展繳械咒。自詹姆·波特去世後，鄧不利多還保留著另一件死神聖物：隱形斗篷，他於其去世前借去研究。鄧不利多於詹姆去世後，鄧不利多把該隱形斗篷保存著，並決定將其傳給詹姆的兒子哈利。
石內卜在儲思盆的最後記憶揭示了鄧不利多之死的真相，哈利得知鄧不利多犯了一個可怕的錯誤，在第五和第六輯小說之間的某個時候，他忘記了必定在魔佛羅的指環上的詛咒，並把那被詛咒的指環戴在其右手上。指環內鑲有重生石，鄧不利多希望藉此機會向其妹妹和父母道歉。鄧不利多讓石內卜來幫助他。然而，當石內卜來到並評估了詛咒時，他所能做的就議只有遏制它，並告訴鄧不利多指其壽命只剩下一年多的時間。得知這個消息後，鄧不利多向石內卜透露他自己知道佛地魔讓跩哥殺害他的計劃。他要求石內卜在時機成熟時對他使用索命咒，因為他不想讓跩哥不得不殺了他，指這男孩的靈魂還完好無損；跩哥的靈魂會因為出於殺死鄧不利多的惡意而受到傷害，而石內卜完全意識到這只會讓鄧不利多受到痛苦和羞辱。他還打算讓石內卜成為殺死他的人，並把接骨木魔杖跟他一起埋葬，以防止該魔杖再次被傳遞下去。
在哈利被佛地魔施展的殺戮咒擊中後，鄧不利多的靈魂在小說的結尾處出現於哈利面前，來到地獄的邊境般的倫敦國王十字車站（地獄的第一圈）。在最後一本書中，哈利發現自己必須要死，因為他就是一個分靈體。當佛地魔施展殺戮咒時，哈利沒有反擊，這使他免於死亡。當哈利跟鄧不利多再次見面，當他承認了他所有的許多遺憾時，那男孩安慰著鄧不利多。然後鄧不利多告訴哈利他還有一個選擇：繼續下輩子的生活，或者最後一次回到其身體面對佛地魔。從神秘的國王十字車站回來並擊敗和殺死佛地魔後，哈利在校長辦公室跟鄧不利多的畫像進行了簡短的交談，他們討論了三件死神聖物各自的命運。他把隱形斗篷保存下來，把重生石丟進禁忌森林並把它留在那裡，並把接骨木魔杖歸還至鄧不利多的墳墓（佛地魔從那裡把它偷走）。
在結語中，哈利以鄧不利多與和石內卜的名字來命名他的次子—阿不思·賽佛勒斯·波特。

## 迴響及評價
阿不思·鄧布利多的角色經已跟其他典型的「智慧老人」角色進行對比。鄧不利多的行為就像《石中劍》中以「心不在焉的教授」方式的梅林，鄧不利多跟梅林兩者都是在城堡裡教育故事裡的主角。正如著者伊芙蓮·佩里（Evelyn Perry）指出，「鄧不利多在個人和身體上都像梅林；他是書籍和智慧的狂熱愛好者，他束有長長的白鬍子和穿著飄逸的長袍。」鄧不利多也被比作J·R·R·托爾金之《魔戒》裡的甘道夫。戴夫·科佩爾（Dave Kopel）把羅琳的作品跟約翰·班揚的《天路歷程》進行了比較並指出，羅琳在其小說中使用的基督教符號中，鄧不利多的行為表現得就像「有鬍子的上帝」的形象，當中哈利堅信他能從佛地魔與其僕從的手中把自己拯救出來。《IGN》還把鄧不利多列為他們最喜歡的《哈利波特》角色的第五位，稱「對於一個僅僅在12年前被引進流行文化的角色而言，鄧不利多教授經已在文學和電影界的偉大導師中佔據了一席之地。」《IGN》的喬·烏蒂奇（Joe Utichi）稱鄧不利多是他最喜歡的《哈利波特》角色中的第三位，指他並非如此「絕無錯誤」的啟示成為了最後一輯小說中最讓人心碎的主題之一。飾演該角色的演員米高·甘邦因其更響亮、更具攻擊性的角色刻畫而受到了一些批評，因在小說中的角色被描繪為表現出更加柔和及鎮定自若的平靜。這歸因於甘邦的不閱讀其電影改編源材料的原則。
作為該系列的主角，跟鄧不利多有關的主要事實引發了大量的文章和討論。影迷們和評論家都在討論鄧布利多於《混血王子的背叛》中結尾處的死亡。一個名為「DumbledoreIsNotDead.com」的網站試圖以不同的方式理解第六輯小說裡的事件，並提供論據聲稱該角色並沒有真正的死去。然而，羅琳於2006年8月2日證實，鄧不利多實際上經已死去，當她這樣做時，她幽默地向該網站道歉。對此，佐西瑪出版社（Zossima Press）跟「DumbledoreIsNotDead.com」一起於2006年出版了散文集《誰殺了阿不思·鄧不利多？【混血王子的背叛】中到底發生了什麼？ 六名專家哈利波特偵探查找證據}}》一書。在NextMovie.com的《哈利波特》超級民意調查中，鄧不利多的死被評為整個系列中最難忘的時刻。
在《消失的密室》的DVD訪問中，電影編劇史提夫·克羅夫斯表示，由於鄧不利多所提供的智慧，因此他認為鄧不利多是個令人著迷的角色，但他覺得「鄧不利多承受著如此巨大的黑暗負擔，而我認為他所知道的眾多秘密在很多方面都承載著巫師世界的未來」，而「讓他遠離黑暗的唯一方法就是異想天開和幽默」。

### 愛情
有人曾訪問J·K·羅琳關於鄧不利多的伴侶問題，她表示鄧不利多並非一個人，他愛的人是第一代黑魔王蓋勒·葛林戴華德。羅琳對於鄧不利多是同性戀者的說法引起了不少評論家的激烈爭論。粉絲網站《破釜》的網站管理員梅麗莎·阿內利告訴《美聯社》指，「J·K·羅琳稱《哈利波特》的任何角色為同性戀者，都會對同性戀的容忍方面取得巨大進步。......透過配音把一個如此受人尊敬、如此有才華和如此善良的人，作為一個恰好也是同性戀的人，她強化了這樣的一種觀念，即一個人的同性戀不應該讓他們感到羞恥。」《娛樂週刊》的麥克·哈爾斯說：「在一個同性戀教師仍然經常受到誹謗為惡意影響的世界裡，她選擇讓一位心愛的教授兼導師成為同性戀者，我敢肯定這絕非偶然。」《哈利波特》電影系列的演員及導演也支持羅琳的披露。「石牆組織」的發言人稱讚羅琳說：「喬安娜嘉芙蓮（羅琳）這麼說真是太好了。這表明男同性戀者及女同性戀者可以做的事沒有限制，甚至作為巫師學校的校長。」
一些評論家討論了該聲明的含義。《紐約時報》的專欄作者爱德华·罗斯坦說：「羅琳女士可能認為鄧不利多是同性戀」；然而，「沒有讓其他人這樣做的理由」。美國東田納西州立大學的學生報指責羅琳撒謊，指她的回答是宣傳噱頭。米歇爾·史密斯（Michelle Smith）引用了作者之死的原則，指出羅琳隨後的評論跟該系列小說的理解無關。
《Slate》引用了一位參與書籍講座參與者的說話，他說：「很明顯，J·K·羅琳並不打算把鄧不利多被出櫃。她只在乎忠實對待她的讀者。」《奧蘭多哨兵》的米克·湯馬斯（Mike Thomas）說經過反思，鄧不利多從一開始就是同性戀，這巧妙地解釋了他的性格行為以及他跟葛林戴華德的關係。湯馬斯留意到羅琳在寫一個同性戀角色時表現出的技巧，而不必給他貼上同性戀的標籤。
各地LGBT權利運動者彼得·塔切爾表示：「由於我們存在於每個社會中，因此兒童文學中包含同性戀者的現實是一件好事。但令我失望的是，她沒有在《哈利波特》小說中明確地指出鄧不利多的性取向。使它變得明顯發出更強烈的理解和接受的信息。」替《時代雜誌》寫作的男同性戀作者約翰·克勞德（John Cloud）辯稱鄧不利多在小說中關於其身份的沉默等於他為自己的性取向感到羞恥，說：「為何他不能自己告訴我們？鄧不利多在《混血王子的背叛》中去世之前，波特的小說加起來超過800,000字，但羅琳無法省略其中兩個字來協助定義中心人物的情感身份：『我是同性戀』。我們只能得出結論，鄧不利多認為他的同性戀是可恥的。他的沉默暗示他缺乏完全不合時宜的個人操守，這完全是不符合其性格。」
關於鄧不利多在《怪獸》系列中的性取向，羅琳於2016年表示，「就他的性取向而言，請注視這個空間。」

## 現代想法
在《哈利·波特》系列中，阿不思·鄧不利多被刻畫為一位擁有現代改良派想法的巫師，他極力反對英國魔法部於康尼留斯·夫子和盧夫·昆爵兩位部長先後執政的時代所呈現出的腐敗，也因此多次挑戰魔法部於該時代所制定的不當政策。
- 不同於其他巫師，鄧不利多會訂閱麻瓜報紙，了解非魔法世界。
- 他厭惡催狂魔，不喜歡魔法部讓他們守衛巫師監獄阿茲卡班。他相信一旦佛地魔回來，牠們會立刻倒向黑魔法陣營。後來證明他的猜想是正確的。
- 他對非巫師生物沒有偏見，将半人類和非人類（鄧不利多高尚地稱他們為「生命」）與巫師平等視之。他認為魔法界長期忽略了他們的存在，侵吞他們權利，最終將自食苦果，後來證明他的想法是對的。
  - 第一位批准讓狼人就讀霍格華茲的校長，為學生時代的雷木思·路平提供安全的地方變身。
  - 他反對殺害巨人。他相信巫師的屠殺已經使巨人面臨絕種。在佛地魔回歸後建議時任英國魔法部部長康尼留斯·夫子立刻對巨人伸出善意之手，以防止牠們加入佛地魔的陣營，可惜失敗。當夫子宣布他不贊成這個想法時，他秘密地派遣魯霸·海格和波巴洞魔法學院的女校長歐琳·美心為霍格華茲的巫師使者，試圖與巨人建立友誼。
  - 他聘用魯霸·海格（半巨人）、菲力·孚立維（半妖精）、雷木思·路平（狼人）、阿各·飛七（爆竹）、丙斯（幽靈）和翡冷翠（人馬）等非人类為霍格華茲的教師及員工。
  - 家庭小精靈多比獲得自由卻在巫師家庭找不到工作，到霍格華茲找鄧不利多請求雇用。他不但同意給他就業福利，像薪金和假日，還准許他可以用他喜歡的方式稱呼他，並勸天狼星·布萊克對他的家庭小精靈怪角好一點。
  - 他不迷信關於騎士墜鬼馬的不吉利傳言，當他不想用幻影顯形和掃帚或任何魔法技術出門時會使用騎士墜鬼馬旅行，並允許牠們拉學生搭乘的馬車進入霍格華茲。
- 鄧不利多對純血或混血或麻瓜出生的巫師都一視同仁，認為他們的未來不是由血統決定，而是由選擇決定。
- 鄧不利多相信人性好的一面，對懸崖勒馬的人總是能不計前嫌重新信任。

## 流行文化
鄧不利多在幾個小品和動畫系列中被戲仿：
- 2003年，《喜劇救濟》表演了一個惡搞故事—《哈利波特與阿塞拜疆的秘密大壺》[註 8]，當中奈傑爾·普萊納（英语：Nigel Planer）穿著已故的理查德·哈里斯的鬍鬚與戲服飾演鄧不利多的角色[84][85]；
- 在2006年《辛普森家庭》的連續劇中的《山楂樹夫婦（英语：The Haw-Hawed Couple）》一集裡，麗莎讓荷馬在她預定就寢時間給她於睡前讀其安琪麗卡·巴頓（Angelica Button）的書。荷馬得知格雷斯塔什（Greystash）校長將會死去（就像鄧不利多於《混血王子的背叛》中那樣），他透過創造一個更快樂的結局來向麗莎隱藏事實，儘管麗莎確實閱讀了真正的結局，並認為荷馬的結局更好[86]；
- 在尼爾·西塞雷加（英语：Neil Cicierega）的《波特木偶夥伴（英语：Potter Puppet Pals）》中，除了他的帽子外，鄧不利多經常在故事中隨意脫光；他也傾向於在一個明顯不正確的地方使用感嘆詞「唉！（Alas!）」，戲仿著羅琳對不尋常詞語的熱愛。在《榮恩的病（Ron's Disease）》那一集裡，鄧不利多透露自己是「一個同性戀機器人（a gay android）」[87]；
- 由薛夫·格連配音的《機器雞》裡，阿不思·鄧不利多在某些集數裡出現。在《密碼：劍魚（Password: Swordfish）》中，當青春期生物「菁春（Pubertis）」的威脅已知時，鄧不利多把一塊石頭交給哈利，這有可能幫助他對抗菁春。在這次亮相中，鄧不利多是一名非裔美國人，他說自己在每部電影中都由不同的演員扮演。在跟菁春對峙時，哈利摩擦了石頭兩次以召喚幽靈來打它。到了第三次時，鄧不利多出現了並告訴哈利，指該一天只能加熱三次（若他休假一周則為四次），而且菁春不能被摧毀，因為它存活於每個人體內，就像他自己的惡魔—萬都斯林普斯（Wandus Limpus）一樣，阻止他建立有意義的關係；在《我愛她（I Love Her）》的一集裡，鄧不利多告訴學生們指石內卜教授遭遇了一次「輕微的魔藥事故」，並招募了基斯·安祖作為他們的代課老師；
- 鄧不利多還在喜劇小品《All That（英语：All That）》中的「哈利球膽（Harry Bladder）」的草圖裡出現，當中由凱南·湯普森飾演年長的威廉·班斯·皮普爾（Williame Banes Pimpell）一角（該角色的身分為皮普爾校長出現）；
- 在鄧不利多的性取向被揭露後，《週六夜現場》中的美國幽默小品喜劇以羅琳（艾美·波勒 飾）為特色主角，展示了當中的「删除場景」，那是鄧不利多（比爾·哈德 飾）表現出典型的同性戀行為的場景[88]；
- 在2009年的《非常波特的音樂劇（英语：A Very Potter Musical）》中，鄧不利多一角由演員迪倫·桑德斯（Dylan Saunders）飾演；
- 在YouTube的頻道《住口！卡通（英语：Shut Up! Cartoons）》中，鄧不利多出現於《青少年的偶像（Icons of Teen）》的一集連續劇裡，其角色由賈斯汀·羅蘭德聲演。作為一個少年人，鄧不利多喜歡變魔術並以機械人製作複製自己。有一天，他佩戴水肺潛水，為童子軍贏得了水肺潛水徽章。當他暗戀的對象夏琳（Charlene）跟童子軍團長去潛水時，鄧不利多嚇壞了並留在船上。他們遇到了一頭巨大的海怪，夏琳閉上眼睛並說鄧不利多教給她的一個把戲。鄧不利多收到她的求救信號並隨著他們潛入去。他遇到了一頭會說話的海豚，牠指若最後牠能把鄧不利多吃掉的話，牠便同意幫助他。鄧不利多提議牠把童子軍團長吃掉，海豚把他帶到他的朋友那裡。鄧不利多製作了一個機械人版本並將其送入該生物的胃裡，並以足夠長的時間分散了該生物的注意力，好讓鄧不利多、夏琳和童子軍團長得以逃脫。夏琳感謝鄧不利多拯救了他們。鄧不利多發表了性別的評論，但就像她說的那樣開玩笑。夏琳問及童子軍團長在哪裡的時候，鄧不利多說他到了某個地方（當時海豚真的把他吃了）。鄧不利多隨後決定建造一個童子軍團長的機械人副本，以防止任何人發現他發生了何事。
- 阿不思·鄧不利多出現於2014年的《LEGO英雄傳》電影裡，然而其配音演員沒有被記名。他被看到出現於維特魯威（Vitruvius）跟建築大師於雲布穀地（Cloud Cuckoo Land）中的會面，當中包括《魔戒》中的樂高版甘道夫。

## 名言
- 我們的選擇決定我們是誰，遠勝過於我們的能力[註 9]。
- 一個人的出身並不重要，重要的是他成長為怎樣的人[註 10]。
- 你母親是為了救你而犧牲的。如果佛地魔有什麼事情弄不明白，那就是愛。他沒有意識到你母親對你那種強烈的愛是會在你身上留下其印記的。不是疤痕，不是看得見的痕跡......被這樣深深地愛過，儘管那個愛我們的人經已離開了，也會給我們留下一個永恆的保護。它就藏在你的皮膚裡。正是由於這個原因，內心充滿仇恨、貪婪和野心的奎若，他把靈魂出賣給了佛地魔，奎若因此不能碰你。觸碰了一個身上有著如此這麼美好印記的人是會感到痛苦難當的[註 11]。
- 反抗你的敵人需要過人的勇氣，但挺身對抗你的朋友需要更大的勇氣[註 12]。
- 沉溺於虛幻的夢想而忘記現實的生活，這是毫無益處的，千萬要記住[註 13]。
- 讓我解釋一下吧，地球上最幸福的人將能夠像使用普通鏡子般使用意若思魔鏡，也就是說，他會看進鏡子裡並看清自己本來的面目。這有幫助嗎？[註 14]
- 這塊鏡子不會給我們知識和真相，人們只會在它面前虛度光陰，甚至發瘋，人不能活在夢裡而忘記生活[註 15]。
- 人們在它面前虛度時日，因為他們不知道鏡子裏的一切是否真實，是否可能實現[註 16]。
- 沉迷於夢想而忘記生活是不行的，記住這一點[註 17]。
- 只要進入夢鄉，就完全是屬於自己的世界，就讓他們在最深的海裡暢游，在最高的空中翱翔吧[註 18]。
- 孩子的聲音，雖然無比真誠，但對不願傾聽的人也沒有價值[註 19]。
- 真正的人永遠也會有用武之地[註 20]。
- 只要不忘點亮心燈，即使是最黑暗的時刻，幸福也能唾手可得[註 21]。
- 魔法石其實並不是多麼美妙的東西。有了它，無論擁有多少財富及獲得多長的壽命都可以如願以償。這兩種東西都是人類最想要的——但問題是，人類偏偏就喜歡選擇對他們最沒有好處的東西[註 22]。
- 對事物永遠使用正確的稱呼。對一個名稱的恐懼，會強化對這個事物本身的恐懼[註 23]。
- 黑暗與艱難的時刻就在眼前。很快我們必須從正確與容易之間作出選擇[註 24]。
- 你認為我們深愛的人會在死後永遠離去？你難道不覺得每當我們遇到困難時，對他們的記憶更加清晰？[註 25]
- 鳳凰一種是迷人的生物。牠們的承重力無與倫比，眼淚則有治癒的能力，而且是高度忠誠的寵物[註 26]。
- 表現我們真正的自我，是我們自己的選擇，這比我們所具有的能力更重要[註 27]。
- 我在等這個證據已經有很久了... 它證實了我的推測，證明我是對的，也告訴我前面的道路還很長[註 28]。
- 死亡實際上就像是經過漫長的一天之後，終於上床休息了。而且，對於頭腦十分清醒的人來說，死亡不過是另一場偉大的冒險[註 29]。
- 我年少氣盛時候的表現就證明了權力是我的弱點、我的誘惑。而我待在霍格華茲更安全些，我認為我是個好教師[註 30]。
- 遺憾是我恆久不變的陪伴。不要讓它成為你的[註 31]。
- 在證實有罪之前都是無辜的[註 32]。
- 我一直為自己能言善辯的能力而自豪。不謙虛地說，我認為語言是取之不竭的魔力泉源，它既能夠治癒傷痛，也能撫平傷痕，但這次我要收回原來的說話，霍格華茲是總會幫助那些值得幫助的人[註 33]。
- 不要憐憫死者，憐憫生還的人，尤其要憐憫那些心中無愛的人[註 34]。
- 暫時使疼痛變得麻木，只會使你最後感覺疼痛時疼得更厲害[註 35]。
- 漠不關心還有視而不見，往往會比直截了當的厭惡造成的傷害大得多[註 36]。
- 好奇心不是罪，但我們在好奇的時候應該保持警愓[註 37]。
- 正如我已經向你證實的，我也像普通人一樣會犯錯誤。事實上，由於我——請原諒——由於我比大多數人聰明得多，我的錯誤也就相應地會嚴重得多[註 38]。